# 霍羅霍瓦特卡
49°22′00″N 37°31′06″E / 49.36667°N 37.51833°E
霍羅霍瓦特卡（羅馬化：Horokhovatka）是位於烏克蘭東部的村莊，由哈爾科夫州伊久姆區的博罗瓦市镇負責管轄。該村始建於1670年，面積1.76平方公里，2001年人口557，人口密度每平方公里316.8人。